# كونراد ليكس
كونراد ليكس (بالألمانية: Konrad Lex)‏ هو متسلق جبال تزلج ‏ ألماني، ولد في 7 ديسمبر 1974 في إغنفلدن في ألمانيا.